# 郭永怀
郭永怀（1909年4月4日—1968年12月5日），山東荣成人，流體力学家。1999年頒發两弹一星功勋奖章受勳23位科學家之一，主導兩彈一星之原子彈的力學研究。
本科先在南开大学就读，转学至北京大學物理系并毕业，考獲庚子賠款出國，先在多伦多大学取得硕士学位，然后在加州理工学院师从空气动力学权威西奥多·冯·卡门，获博士学位，讀博認識同門師兄錢學森。1946年另一同門師兄威廉·西尔斯在康乃爾大學創航天工程研究生院，郭永懷為創院教員，後升任教授。1956年返國，1960年經錢學森力薦，任第二机械工业部第九研究所副所長，主導原子彈的力學研究。1961年7月加入中国共产党。1968年墜機身亡，死前與護衛緊抱剛獲得的氢弹實驗數據。

## 简历

### 早期
1909年4月4日生于大清山東省荣成县西滩郭家村。約1924年，考入私立青岛大学附屬中學。1930年，郭永怀入南开大学预科二年乙组读书，他的注册号是P444；次年8月升入南开大学理科，决心攻读物理学。南开大学当时没有物理系，他打听到电机系有一位物理学教授叫顾静徽，就投到她的门下，成了她唯一的物理专业的学生。顾静徽非常赏识这位好学不倦的学生，为他单独开课。曾在南开大学任教的饶毓泰归国后到北京大学任教，顾静徽推荐他转学。1933年，郭永怀通过北京大学入学考试，考入北京大学物理系，1935年毕业并留校，师从光学专家饶毓泰教授攻读研究生兼作助教。

### 留洋
1939年考取中英庚子赔款出国留学名额，1940年赴加拿大多伦多大学应用数学系学习，半年后获硕士学位。1941年到美国加州理工学院师从空气动力学权威西奥多·冯·卡门教授研究可压缩流体力学，1945年获博士学位后留任研究员。1946年起在美国康乃尔大学任助理教授，副教授，教授。
郭永怀在跨声速流领域和奇异摄动论方面有重要贡献；与钱学森共同发表的论文《可压缩流体二维无旋亚声速和超声速混合型流动及上临界马赫数》提出“上临界马赫数”的概念。郭永怀还发表了《跨声速流的稳定性》、《可压缩流体二维无旋跨声速流动》、《绕翼型的二维跨声速流》、《论二元光滑跨声速流的稳定性1》等跨音速研究论文。郭永怀还发展了奇异摄动法，即PLK方法（庞加莱－莱特希尔－郭永怀方法）。

### 兩彈一星
中國抗日戰爭勝利後，胡适任北大校长，積極發展北大工科。饒毓泰向胡適推薦正在美國任教的郭永懷、朱蘭成、馬大猷等青年才俊，同時提議由錢學森擔任應用力學系主任。後因錢學森暫時無法離美而未果。1950年代受钱学森之邀到中華人民共和國發展科學，郭永怀夫妇离美前，在赵元任家吃告别晚餐。1956年10月抵埗后任中国科学院力学研究所研究员、副所长。1957年任中国力学学会副理事长，同年聘为中国科学院数学物理学化学部学部委员。他是中国大陆力学事业的奠基人之一，在力学、应用数学和航空事业方面有卓越贡献，是科技工作的领导人和组织实施者。
1960年5月调任第二机械工业部北京第九研究所（1964年2月改为第九研究院）副所长、副院长。在兩彈一星的研制工作中，经钱学森推荐，领导和组织了爆炸力学、高压物态方程、空气动力学、结构力学和武器环境实验科学等研究工作，解决了一系列重大问题。1961年7月，郭永怀加入中国共产党。
1968年12月5日文革期间，郭永怀从青海省执行任务返回北京时，乘坐的伊尔-14型640号飞机在飞至北京上空约400米高度时突然在首都机场跑道南端1209米处坠毁:288。郭和同机警卫当场丧生。在清理飞机遗骸时，人们发现郭永怀和他的警卫牟方东紧抱在一起，两人身体之间紧夹着刚刚获得的氢弹试验数据。他们二人的骨灰埋藏於中国科学院力学研究所中郭永怀的塑像下。1999年被授予“两弹一星功勋奖章”，是该群体中唯一一位获得“烈士”称号的科学家。
1982年12月，科学出版社出版了《郭永怀文集》。1985年，郭永怀补授予一项国家科学技术进步奖特等奖。1999年，郭永怀被追授予研制“两弹一星”有突出贡献的科技专家，并荣获两弹一星功勋奖章。

## 纪念
2018年7月，国际小行星中心正式发布公告，编号为212796号的小行星被永久命名为“郭永怀星”，编号为212797号的小行星被永久命名为“李佩星”。

## 著作
- On the force and moment acting on a body in shear flow《物体在剪切流中所受的力和力矩》1943
- The flow of a compressible viscous fluid through a straight pipe.1943 《可压缩黏性流体在直管中的流动》
- Two dimensional irrotational mixed subsonic and supersonic flow of a compressible fluid and the upper critical Mach number 1946 《可压缩流体二维无旋亚声速和超声速混合型流动及上临界马赫数》
- On the stability of transonic flows 1947《跨声速流的稳定性》
- The propagation of a spherical or a cylindrical wave of finite amplitude and the production of shock waves 1947 《有限振幅球面波或柱面波的传播及激波的产生》
- Two-dimensional irrotational transonic flows of a compressible fluid，1948 《可压缩流体二维无旋跨声速流动》
- On the hodograph method 1949 《速度图方法》
- Two-dimensional transonic flow past airfoils 1951 《绕翼型的二维跨声速流》
- On the stability of two-dimensional smooth transonic flows 1951 《论二元光滑跨声速流的稳定性1》
- 0 On the flow of an incompressible viscous fluid past a flat plate at moderate Reynolds
- numbers 1953《中等雷诺数下不可压缩黏性流体绕平板的流动》
- Reflection of a weak shock wave from a boundary layer along a flat plate.I：Interaction of weak shock waves with laminar and turbulent boundary lavers analyzed by momentum-integral method 1953《弱激波从沿平板的边界层的反射Ⅰ：用动量积分方法分析弱激波与层流和湍流边界层的相互作用》
- Reflection of weak shock wave from a boundary layer along a flat plate.Ⅱ：Interaction of
- oblique shock wave with a laminar boundary layer analyzed by differential-equation method 1953 《弱激波从沿平板的边界层的反射Ⅱ：用微分方程方法分析斜激波与层流边界层的相互作用》
- Plane subsonic and transonic potential flows 1954 《平面亚、跨音速势流》
- A similarity rule for the interaction between a conical field and a plane shock 1955 《锥型流和激波相互作用的相似律》
- Viscous flow along a flat plate moving at high supersonic speeds I 1956 《沿高超声速运动平板的黏性流动1》
- Viscous flow along a flat plate moving at high supersonic speeds 1956 《沿高超声速运动平板的黏性流动II》
- The effects of Prandtl number on high-speed viscous flows over a flat plate 1956(普朗特数对绕平板高速黏性流的影》
- Compressible viscous flow past a wedge moving at hypersonic speeds 1956 《楔的高超声速可压缩黏性绕流》
- Dissociation effects in hypersonic viscous flows 1957 《高超声速黏性流动中的离解效应》
- 《现代空气动力学的问题》 1957年
- 《在关于苏联发射成功第一颗人造卫星座谈会上的发言记录》 1957年
- 《高超速钝体湍流传热问题》 1963年
- 《宇宙飞船的回地问题》 1965年
- 《激波的介绍》1965
- 《边界层理论讲义》 《中国科大建校初期史料丛编》中国科学技术大学出版社 2008 ISBN 9787312022760
- （德）普郎特著 郭永怀译 《流体力学概论》科学出版社  1974
- 《郭永怀文集》 中文版  科学出版社 1982
- 《郭永怀文集》 原文版  科学出版社 2009 ISBN 978-03-024460-0

## 家庭
夫人李佩：1948年结婚。1956年10月，与郭永怀带着和女儿历经周折从美国回到了祖国。李佩举办了国内首期应用语言研究生班，为该学科在国内正式建立做了开拓性的工作，并誉为“中国应用语言学之母”。
女儿郭芹：出生于美国，1956年随父母回国，初中毕业后去东北插队，1970年因病回京，后参加工作。因病英年早逝